# Filthy Rich (aktor)
Filthy Rich (ur. 16 lutego 1965 w Missouri w stanie Missouri) – amerykański aktor, reżyser i operator filmów pornograficznych. Laureat trzech branżowych nagród AVN Award.

## Kariera
Karierę w branży pornograficznej rozpoczął w 2011 od występów w produkcjach wytwórni Ultima Entertainment. 
Brał udział w filmach produkowanych przez: White Ghetto, Devil’s Film, Dogfart Network, XEmpire.com, NaughtyAmerica.com, FilthyKings.com, Team Skeet, SeeHimFuck, Brazzers i Pure Taboo.
W filmie Seana Michaelsa Evil Cuckold 6 (2012), nominowanym do XBIZ Award dla mieszanej etnicznie realizacji roku, zagrał męża Natashy Starr.
W 2016 wyreżyserował jedenaście filmów krótkometrażowych dla Slobjobz Porn Videos z takimi wykonawczyniami jak Abella Danger, Adriana Chechik czy Riley Reid. W produkcji Devil’s Film Napaleni staruszkowie (Horny Old Men, 2018) z udziałem Steve’a Holmesa i Ronem Jeremy pojawił się jako współlokator. W latach 2019–2022 wyreżyserował 108 filmów krótkometrażowych dla TeamSkeet.
Wystąpił jako nauczyciel w filmie studia Jules Jordan Video Jill Kassidy Sucks Three Cocks At the Same Time (2021) w scenie z udziałem Julesa Jordana (ojczym), Steve’a Holmesa (dyrektor szkoły) i Jill Kassidy, która była nominowana do AVN Award za najlepszą scenę blowjob.
Często był obsadzany w roli ojczyma lub przyrodniego dziadka w scenach seksu w filmach Team Skeet, w tym The Corruption of Dakota Burns (2021), Under The Table (2021), StepGrandpa Discovers the Internet (2021) i Drop and Give Me Head (2022), a także w produkcji Brazzers Muff N Buff (2022). 

## Nagrody i nominacje
| Rok  | Nagroda   | Kategoria                                               | Film                               | Inni wykonawcy | Rezultat  |
| ---- | --------- | ------------------------------------------------------- | ---------------------------------- | --- | --------- |
| 2014 | AVN Award | Najlepsza scena seksu oralnego                          | Skin (2012)                        | Alex Gonz, Hooks, Skin Diamond, Jason Brown i Julius Ceazher | Wygrana   |
| 2014 | AVN Award | Najbardziej skandaliczna scena seksu                    | 50 Guy Cream Pie 9 (2013)          | Jennifer White, Andrew Andretti, Billy Glide, Brandon Iron, Byron Long, Chad Diamond, Chris Cock, Crash, Cuntre Pipes, Dane Cross, Dominik Kross, Eric John, Wolf Hudson, Ike Diezel, Jack Vegas, Julius Ceazher, Justin Snyder, Marcus London, Rob Piper, Scott Lyons, Tommy Pistol, Tone Capone, Tony Eveready, Tony Martinez, Wesley Pipes i Wrexxx | Nominacja |
| 2017 | AVN Award | Najlepsza scena seksu oralnego                          | Wet Food 7 (2015)                  | Eric John, Samantha Rone, Scott Lyons i Chad Alva | Nominacja |
| 2017 | AVN Award | Najlepsza scena seksu oralnego                          | Feeding Frenzy 12 (2016)           | Alec Knight, Eric John, Jessy Jones, Mark Zane i Marsha May | Nominacja |
| 2018 | AVN Award | Najlepsza scena seksu oralnego                          | Facialized 4 (2017)                | Aidra Fox, Brad Hart, Donny Sins, Jason Katana, Mark Zane, Mike Hunter, Rob Banks, Robby Echo, Chad Alva i Wrex Oliver | Wygrana   |
| 2018 | AVN Award | Najlepsza scena seksu oralnego                          | My First Blowbang (2016)           | Brad Hart, Eric John, Melissa Moore, Ryan McLane i Chad Alva | Nominacja |
| 2018 | AVN Award | Najlepsza scena seksu oralnego                          | Karlee Grey’s 1st Blow Bang (2017) | Donny Sins, Jack Vegas, Jason Katana, Karlee Grey, Mark Zane, Mike Hunter i Rob Banks | Nominacja |
| 2018 | AVN Award | Najlepsza scena seksu grupowego                         | Gangbang of Riley Reid (2017)      | Small Hands, Markus Dupree, Riley Reid, Jessy Jones, Xander Corvus, John Strong, Mick Blue i Chad Alva | Nominacja |
| 2019 | AVN Award | Najlepsza scena seksu oralnego                          | Angela By Darkko (2018)            | Angela White, Anthony Gaultier, Steve Holmes, Eddie Jaye, Jason Moody, Eric John, Michael Vegas i Robby Echo | Wygrana   |
| 2019 | AVN Award | Najlepsza scena seksu oralnego                          | Facialized 5 (2017)                | Adria Rae, Jack Vegas, Leo Christensen, Mark Zane, Mike Hunter, Rob Banks, Robby Echo, Chad Alva i Wrex Oliver | Nominacja |
| 2020 | AVN Award | Najlepsza scena blowbangu                               | Angela White Dark Side (2019)      | Angela White, Will Pounder, Robby Apples, Steve Holmes, Rob Piper, Eddie Jaye, Jack Blaque, Johnny Goodluck, Chad Alva, Rob Banks, Eric John, Donny Sins i Slim Poke | Wygrana   |
| 2020 | AVN Award | Najlepsza scena blowbangu                               | My Wife’s First Blowbang 3 (2019)  | Chad Diamond, Codey Steele, Eric Masterson, Vera King i Will Pounder | Nominacja |
| 2020 | AVN Award | Najlepsza scena blowbangu                               | Gianna’s First Blowbang (2019)     | Donny Sins, Gianna Dior, Jack Blaque, Jason Katana, Johnny Goodluck, Mark Zane, Rob Banks i Robby Echo | Nominacja |
| 2020 | AVN Award | Najlepsza scena blowbangu                               | Ivy’s First Blowbang (2019)        | Ivy Lebelle, Jack Blaque, Jack Vegas, Johnny Goodluck, Mark Zane, Mike Hunter i Rod Jackson | Nominacja |
| 2022 | AVN Award | Najlepsza scena seksu w czwórkę / Najlepsza scena orgii | Butt Plug Induced Swap (2021)      | Calvin Hardy, Gia Derza i Jillian Janson | Nominacja |
| 2022 | AVN Award | Najlepsza scena seksu oralnego                          | Stepsis’ Naughty Request (2021)    | Nala Brooks | Nominacja |